# Liste des milliardaires du monde en 2011
Ceci est la liste des milliardaires du monde telle que publiée par le magazine américain Forbes pour l'année 2011. Ce magazine recense les milliardaires de la planète, à l'exception des têtes couronnées (sauf si leur fortune est privée), et exprime leur fortune en milliards de dollars américains (l'unité retenue dans la suite du texte). Le monde compte ainsi actuellement 1140 milliardaires se partageant plus de 4500 milliards de dollars. 

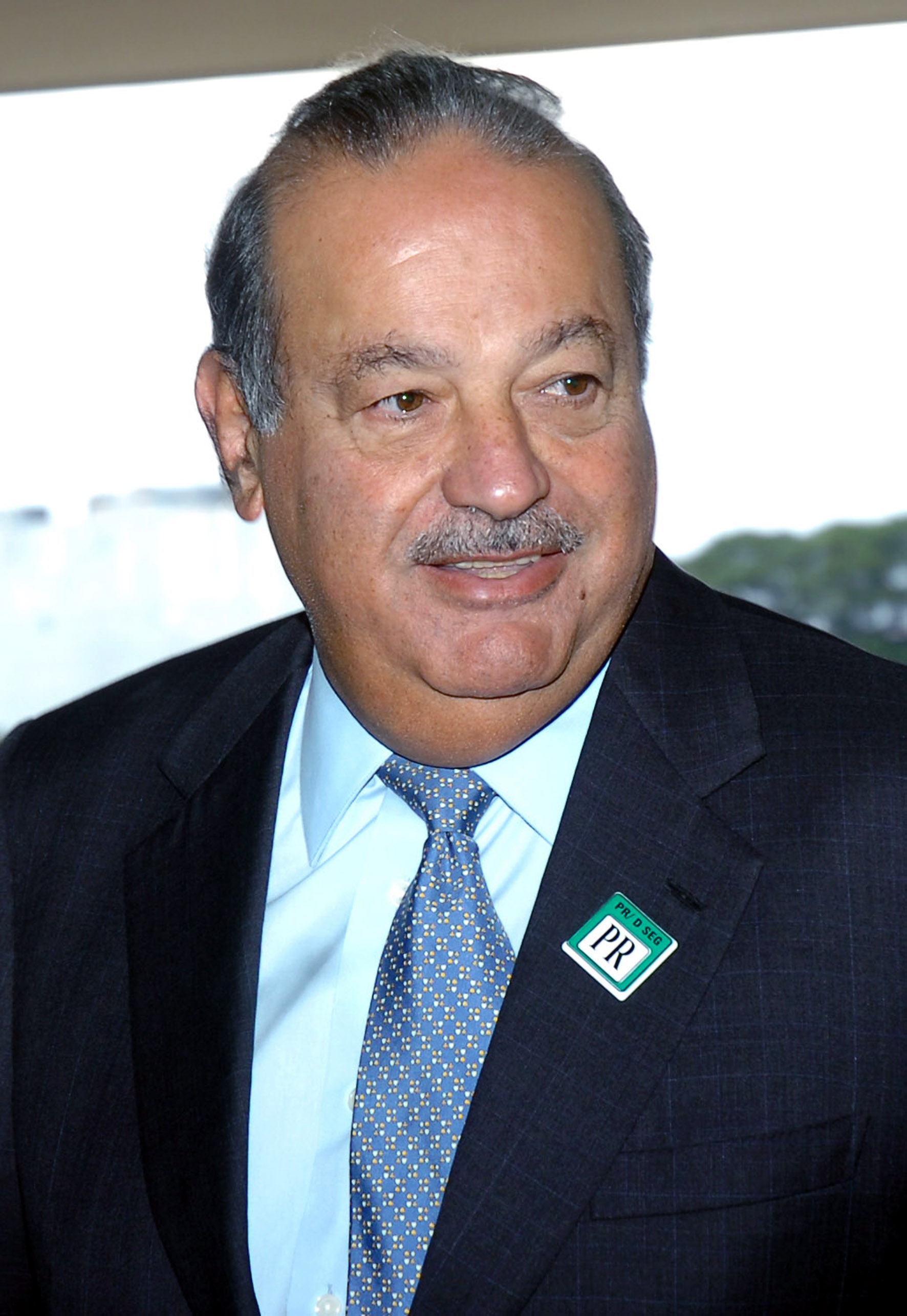
Carlos Slim Helú
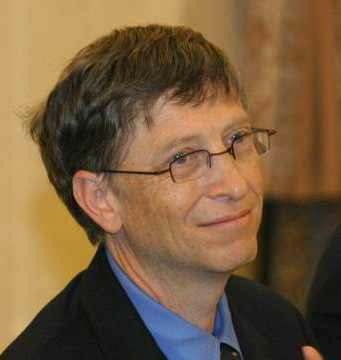
Bill Gates
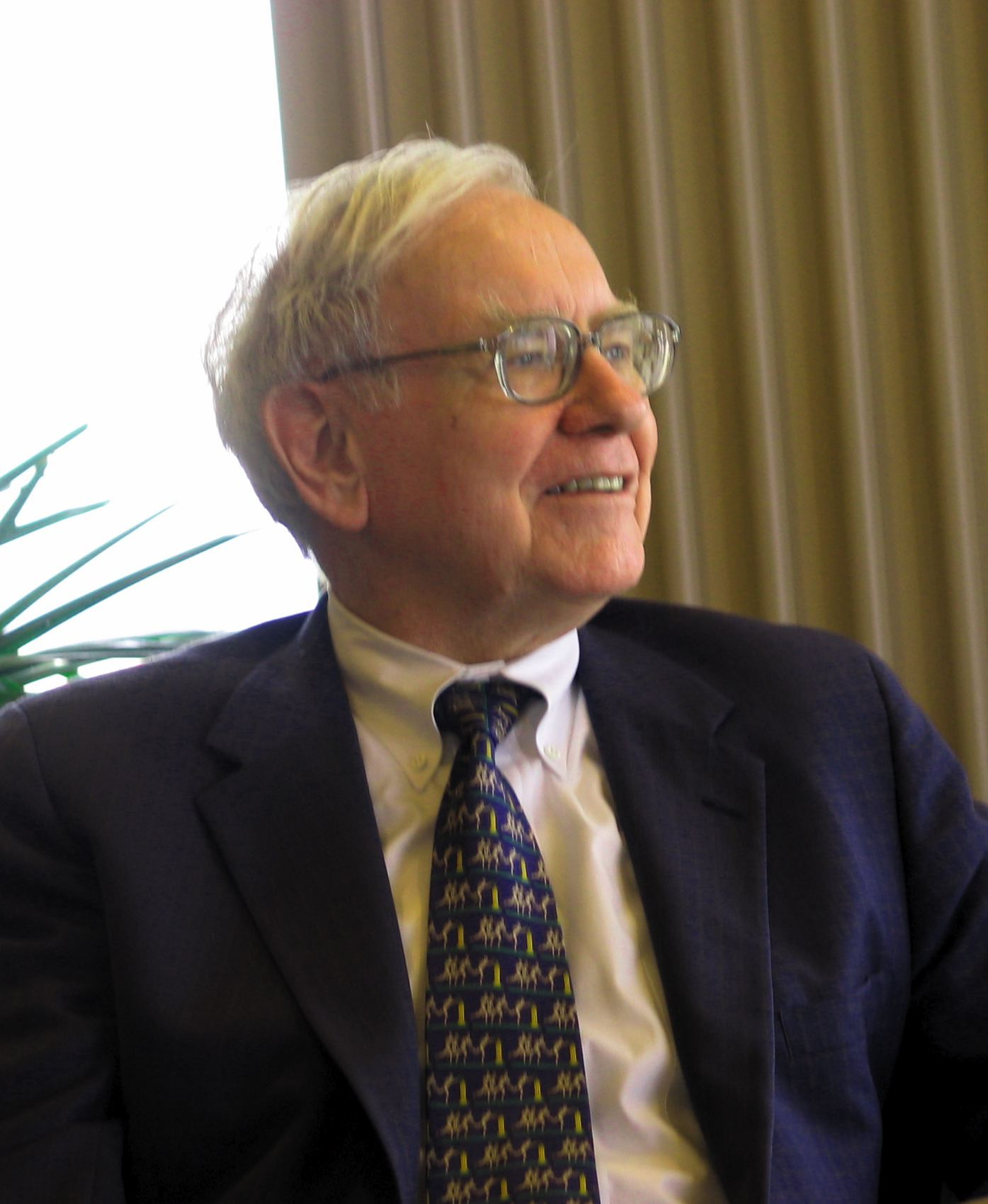
Warren Buffett
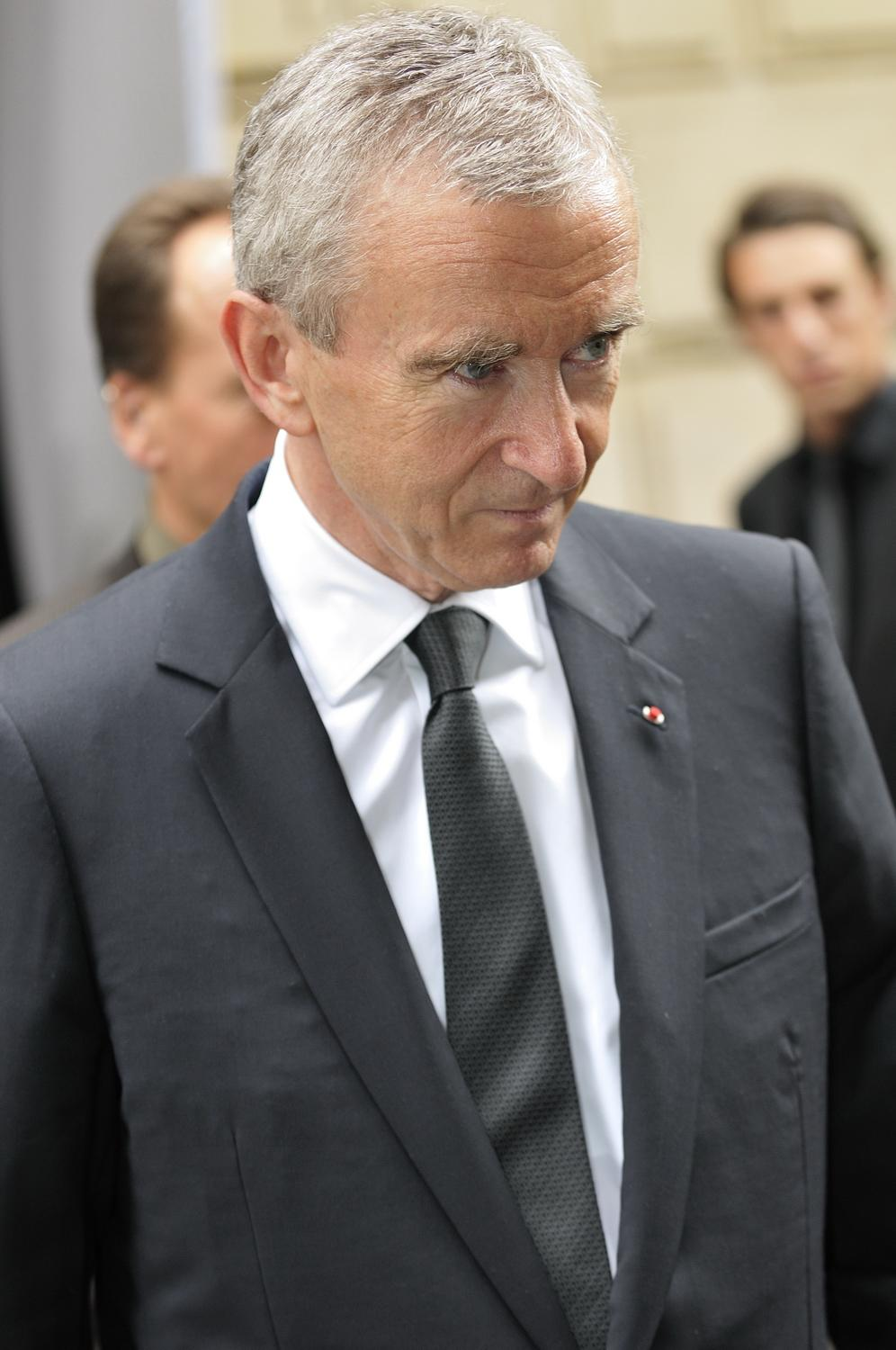
Bernard Arnault
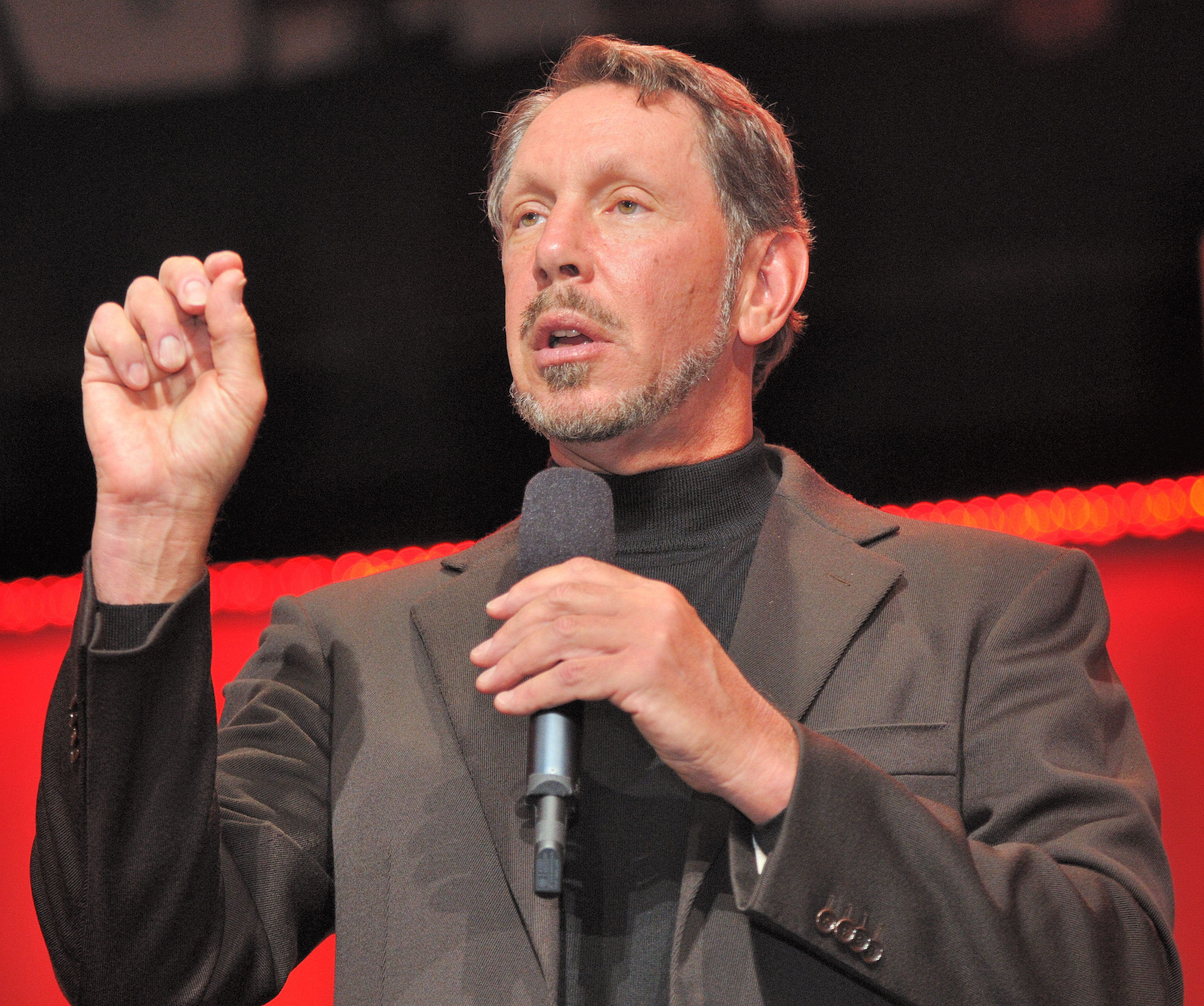
Larry Ellison

| Légende         | Légende                        |
| Icônes          | Description                    |
| --------------- | ------------------------------ |
| en stagnation   | Pas de changement depuis 2010. |
| en augmentation | En progrès depuis 2010.        |
| en diminution   | En recul depuis 2010.          |

| #  | Nom                                         | Fortune (en dollars américains) | Pays            | Résidence       | Entreprise ou secteur                    |
| -- | ------------------------------------------- | ------------------------------- | --------------- | --------------- | ---------------------------------------- |
| 1  | Carlos Slim Helú                            | $74,0 milliards                 | Mexique         | Mexique         | Telmex                                   |
| 2  | Bill Gates                                  | $56,0 milliards                 | États-Unis      | États-Unis      | Microsoft                                |
| 3  | Warren Buffett                              | $50,0 milliards                 | États-Unis      | États-Unis      | Berkshire Hathaway                       |
| 4  | Bernard Arnault                             | $41,0 milliards                 | France          | France          | LVMH                                     |
| 5  | Larry Ellison                               | $39,5 milliards                 | États-Unis      | États-Unis      | Oracle Corporation                       |
| 6  | Lakshmi Mittal                              | $31,1 milliards                 | Inde            | Royaume-Uni     | Arcelor Mittal                           |
| 7  | Amancio Ortega                              | $31,0 milliards                 | Espagne         | Espagne         | Inditex                                  |
| 8  | Eike Batista                                | $30,0 milliards                 | Brésil          | Brésil          | OGX                                      |
| 9  | Mukesh Ambani                               | $27,0 milliards                 | Inde            | Inde            | Reliance Industries                      |
| 10 | Christy Walton et sa famille                | $26,5 milliards                 | États-Unis      | États-Unis      | Walmart                                  |
| 11 | Li Ka-shing                                 | $26,0 milliards                 | Chine           | Hong Kong       | Hutchison Whampoa                        |
| 12 | Karl Albrecht                               | $25,5 milliards                 | Allemagne       | Allemagne       | ALDI                                     |
| 13 | Stefan Persson                              | $24,5 milliards                 | Suède           | Suède           | Hennes & Mauritz                         |
| 14 | Vladimir Lisin                              | $24,0 milliards                 | Russie          | Russie          | Novolipetsk Steel                        |
| 15 | Liliane Bettencourt                         | $23,5 milliards                 | France          | France          | L'Oréal                                  |
| 16 | Sheldon Adelson                             | $23,3 milliards                 | États-Unis      | États-Unis      | Las Vegas Sands                          |
| 17 | David Thomson et sa famille                 | $23,0 milliards                 | Canada          | Canada          | Thomson Reuters                          |
| 18 | Charles Koch                                | $22,0 milliards                 | États-Unis      | États-Unis      | Koch Industries                          |
| 19 | David H. Koch                               | $22,0 milliards                 | États-Unis      | États-Unis      | Koch Industries                          |
| 20 | Jim Walton                                  | $21,3 milliards                 | États-Unis      | États-Unis      | Walmart                                  |
| 21 | Alice Walton                                | $21,2 milliards                 | États-Unis      | États-Unis      | Walmart                                  |
| 22 | S. Robson Walton                            | $21,0 milliards                 | États-Unis      | États-Unis      | Walmart                                  |
| 23 | Famille Kwok                                | $20,0 milliards                 | Chine           | Hong Kong       | Sun Hung Kai & Company                   |
| 24 | Larry Page                                  | $19,8 milliards                 | États-Unis      | États-Unis      | Google                                   |
| 25 | Sergey Brin                                 | $19,8 milliards                 | États-Unis      | États-Unis      | Google                                   |
| 26 | Al-Walid ben Talal ben Abd al-Aziz Al Saoud | $19,6 milliards                 | Arabie saoudite | Arabie saoudite | Kingdom Holding Company                  |
| 27 | Iris Fontbona et sa famille                 | $19,2 milliards                 | Chili           | Chili           | Antofagasta plc                          |
| 28 | Lee Shau Kee                                | $19,0 milliards                 | Chine           | Hong Kong       | Henderson Land Development               |
| 29 | Alexei Mordashov                            | $18,5 milliards                 | Russie          | Russie          | Severstal                                |
| 30 | Michael Bloomberg                           | $18,1 milliards                 | États-Unis      | États-Unis      | Bloomberg L.P.                           |
| 31 | Jeffrey Bezos                               | $18,1 milliards                 | États-Unis      | États-Unis      | Amazon.com                               |
| 32 | Michele Ferrero et sa famille               | $18,0 milliards                 | Italie          | Monaco          | Ferrero                                  |
| 33 | Mikhail Prokhorov                           | $18,0 milliards                 | Russie          | Russie          | Interros                                 |
| 34 | Vladimir Potanin                            | $17,8 milliards                 | Russie          | Russie          | Norilsk Nickel                           |
| 35 | Alicher Ousmanov                            | $17,7 milliards                 | Russie          | Russie          | Metalloinvest                            |
| 36 | Azim Premji                                 | $16,8 milliards                 | Inde            | Inde            | Wipro                                    |
| 37 | Oleg Deripaska                              | $16,8 milliards                 | Russie          | Russie          | Rusal                                    |
| 38 | Michael Otto et sa famille                  | $16,8 milliards                 | Allemagne       | Allemagne       | Otto GmbH                                |
| 39 | German Larrea Mota-Velasco et sa famille    | $16,0 milliards                 | Mexique         | Mexique         | Grupo Mexico                             |
| 40 | Rinat Akhmetov                              | $16,0 milliards                 | Ukraine         | Ukraine         | SCM Holdings, FC Chakhtar Donetsk        |
| 41 | John Paulson                                | $16,0 milliards                 | États-Unis      | États-Unis      | Paulson & Co                             |
| 42 | Shashi & Ravi Ruia                          | $15,8 milliards                 | Inde            | Inde            | Essar Group                              |
| 43 | Mikhail Fridman                             | $15,1 milliards                 | Russie          | Russie          | Groupe Alfa                              |
| 44 | Michael Dell                                | $14,6 milliards                 | États-Unis      | États-Unis      | Dell                                     |
| 45 | Susanne Klatten                             | $14,6 milliards                 | Allemagne       | Allemagne       | BMW                                      |
| 46 | Steve Ballmer                               | $14,5 milliards                 | États-Unis      | États-Unis      | Microsoft                                |
| 47 | George Soros                                | $14,5 milliards                 | États-Unis      | États-Unis      | Soros Fund Management                    |
| 48 | famille de Theo Albrecht                    | $14,4 milliards                 | Allemagne       | Allemagne       | ALDI                                     |
| 49 | Birgit Rausing et sa famille                | $14,0 milliards                 | Suède           | Suisse          | Tetra Laval                              |
| 50 | Vagit Alekperov                             | $13,9 milliards                 | Russie          | Russie          | Lukoil                                   |
| 51 | Aliko Dangote                               | $13,8 milliards                 | Nigeria         | Nigeria         | Dangote Sugar Refinery                   |
| 52 | Mark Zuckerberg                             | $13,5 milliards                 | États-Unis      | États-Unis      | Facebook                                 |
| 53 | Anne Cox Chambers                           | $13,4 milliards                 | États-Unis      | États-Unis      | Cox Enterprises                          |
| 54 | Roman Abramovitch                           | $13,4 milliards                 | Russie          | Russie          | Millhouse Capital, Chelsea Football Club |
| 55 | Jorge Paulo Lemann                          | $13,3 milliards                 | Brésil          | Suisse          | Lojas Americanas                         |
| 56 | Savitri Jindal et sa famille                | $13,2 milliards                 | Inde            | Inde            | O.P. Jindal Group                        |
| 57 | Paul Allen                                  | $13,0 milliards                 | États-Unis      | États-Unis      | Microsoft                                |
| 57 | Viktor Vekselberg                           | $13,0 milliards                 | Russie          | Russie          | TNK, Renova, KomVek                      |
| 57 | Gerald Grosvenor                            | $13,0 milliards                 | Royaume-Uni     | Royaume-Uni     | Grosvenor Group                          |
| 60 | Philip Knight                               | $12,7 milliards                 | États-Unis      | États-Unis      | Nike Inc.                                |
| 61 | Carl Icahn                                  | $12,5 milliards                 | États-Unis      | États-Unis      | LBO                                      |
| 61 | Robert Kuok                                 | $12,5 milliards                 | Chine           | Malaisie        | Shangri-La Hotels and Resorts            |
| 63 | Mohammed al-Amoudi                          | $12,3 milliards                 | Éthiopie        | Arabie saoudite | Corral Petroleum Holdings                |
| 64 | Donald Bren                                 | $12,0 milliards                 | États-Unis      | États-Unis      | Irvine Company                           |
| 64 | Ronald Perelman                             | $12,0 milliards                 | États-Unis      | États-Unis      | Revlon                                   |
| 66 | Alberto Bailleres Gonzalez et sa famille    | $11,9 milliards                 | Mexique         | Mexique         | Industrias Peñoles                       |
| 67 | François Pinault et sa famille              | $11,5 milliards                 | France          | France          | Artémis                                  |